# Versols-et-Lapeyre
 Versols-et-Lapeyre  (en occitano Verzòls e La Pèira) es una población y comuna francesa, situada en la región de Mediodía-Pirineos, departamento de Aveyron, en el distrito de Millau y cantón de Saint-Affrique.

## Demografía
| 374 | 310 | 260 | 307 | 340 | 353 |
| Para los censos de 1962 a 1999 la población legal corresponde a la población sin duplicidades (Fuente: INSEE [Consultar]) |     |     |     |     |     |